# 林肯公寓
林肯公寓，現名曙光公寓，是上海市的一座歷史建築，位於淮海中路1554-1568号、1562弄2-5号，修建於1930年。林肯公寓樓高四層，外觀呈現裝飾風藝術特徵。1997年，林肯公寓被列入上海市第三批優秀歷史建築名單。現在該建築仍作為住宅使用。